# Métro Rennes
Die Métro Rennes ist die U-Bahn der französischen Stadt Rennes. Im März 2002 ging dort die dritte automatische U-Bahn des Systems Véhicule automatique léger (VAL) Frankreichs in Betrieb. Mit der Inbetriebnahme der zweiten Linie b im September 2022 verdoppelte sich die Netzlänge auf rund 22 Kilometer.

## Vorgeschichte

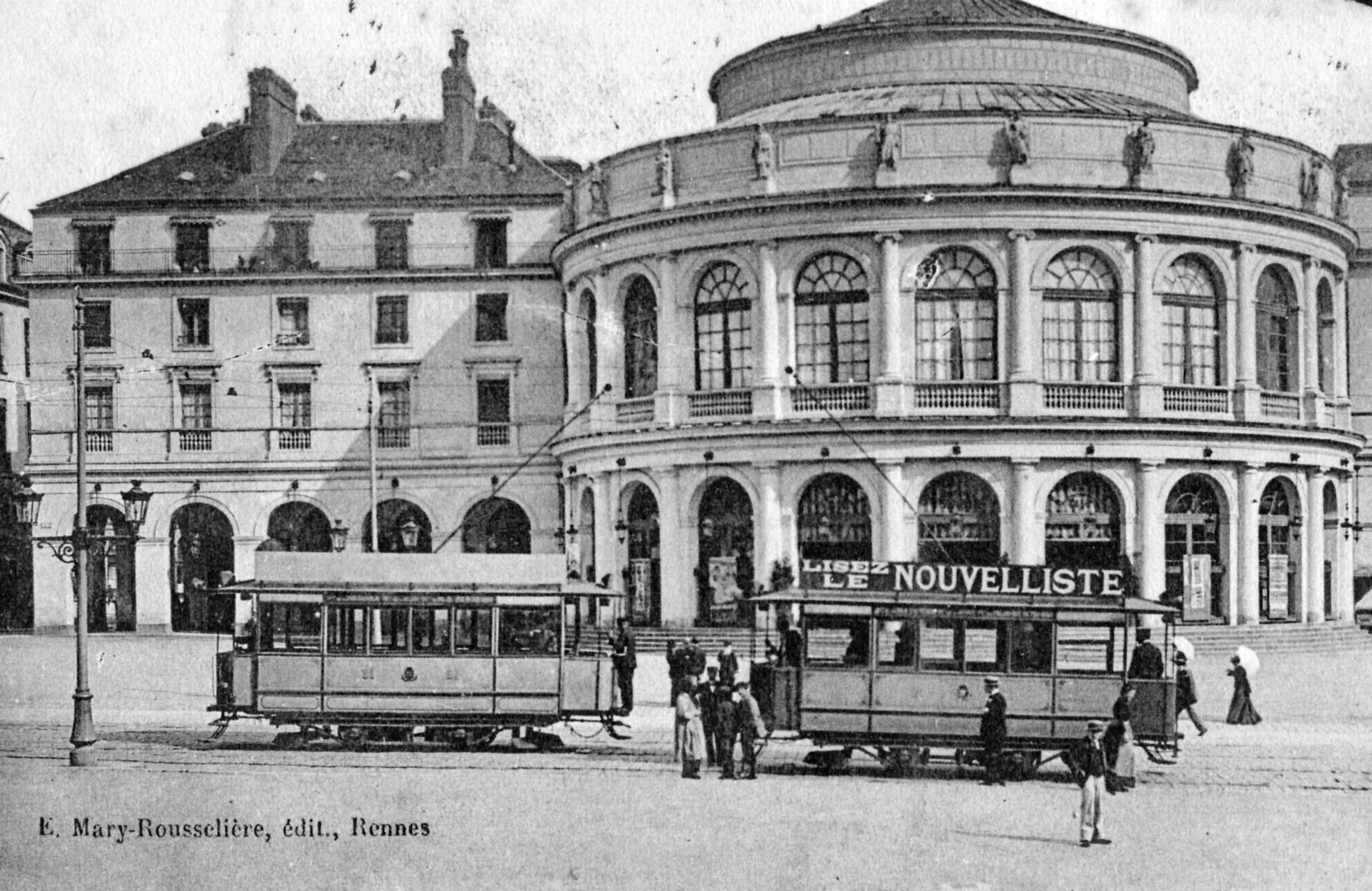
Straßenbahntriebwagen vor dem Opernhaus (ca. 1909)

Von 1897 bis 1952 betrieben die Tramways électriques rennais (TER) ein meterspuriges elektrisches Straßenbahnnetz. Es bestand aus fünf Linien mit zunächst 14,84 km Länge bei einer Streckenlänge von 12,98 km und wurde 1906 noch geringfügig erweitert. 1948 wurde die erste Linie durch eine Omnibuslinie ersetzt, die letzte Straßenbahn verkehrte in Rennes am 6. Februar 1952.
Bereits in den 1960er Jahren wurde eine Wiedereinführung der Straßenbahn erwogen, die Pläne wurden aufgrund der beengten Verhältnisse in der Altstadt zunächst nicht weiter verfolgt. In den 1980er Jahren standen drei Verkehrssysteme zur Diskussion: Straßenbahn (1985 in Nantes neu eröffnet), Métro léger des Typs VAL (seit 1983 in Lille in Betrieb) und Mégabus (dreiteiliger Doppelgelenkbus beispielsweise in Bordeaux). Nachdem man in Lille und Toulouse mit dem VAL-System gute Erfahrungen gemacht hatte, wurde auch in Rennes der Bau einer derartigen U-Bahn beschlossen.

## Linie a

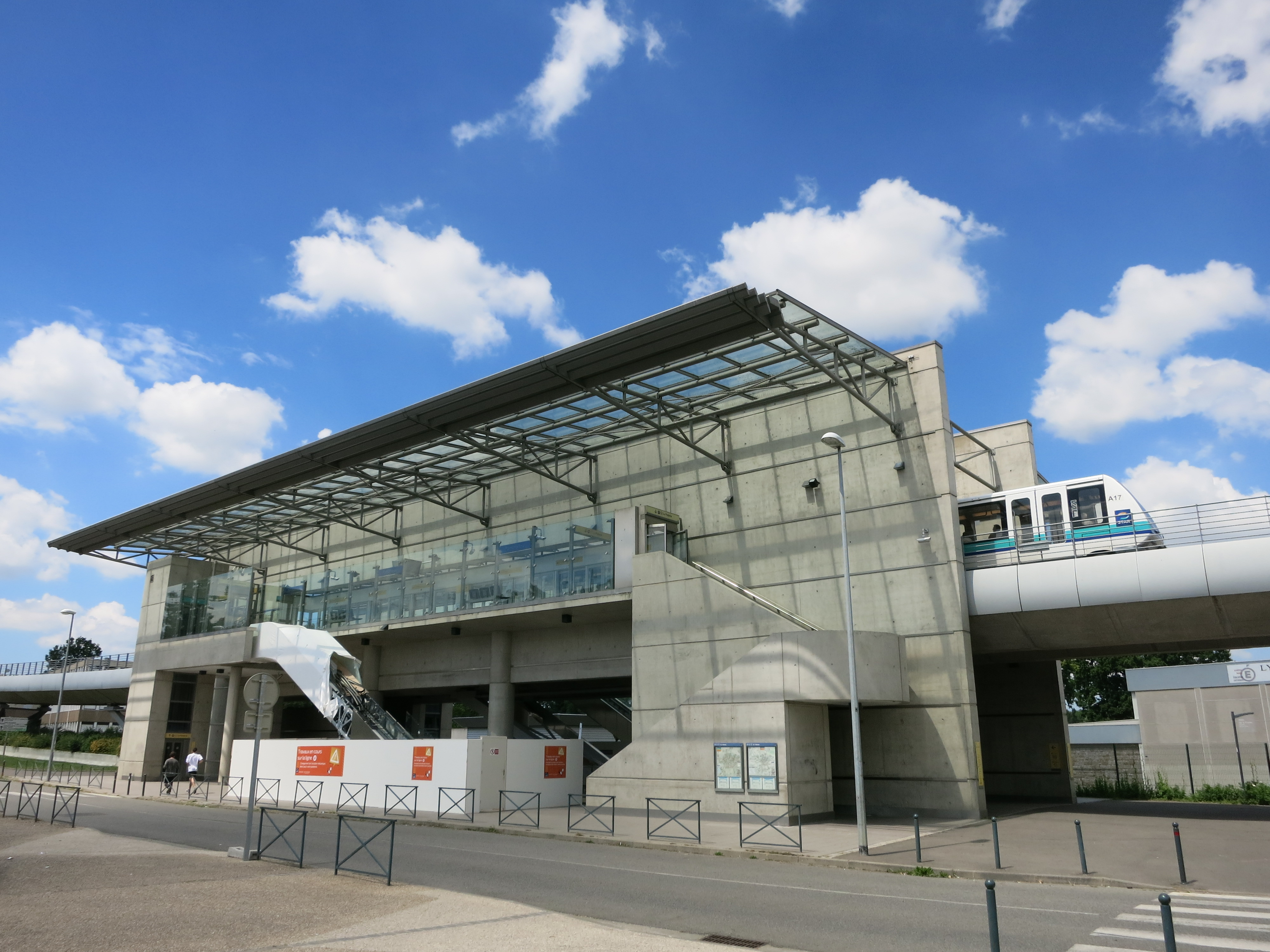
Station Pontchaillou

Die erste Métro (Linie a) in Rennes, von Siemens Transportation Systems erbaut und betreut, ist eine Nord-Süd-Linie zwischen den Endpunkten J.F. Kennedy nach La Poterie. Sie wurde am 15. März 2002 feierlich eröffnet und nahm drei Tage später den Fahrgastbetrieb auf. Das ganze Métroprojekt kostete 2,942 Milliarden Francs, das sind 449 Millionen Euro, und ist in eine Restrukturierung des ÖPNVs der Metropolregion Rennes eingebettet. Auch wurden mehrere Parc-relais (Park+Ride-Plätze) gebaut, die die Métro mit dem motorisierten Individualverkehr verknüpfen.
Acht Kilometer der Strecke liegen im Tunnel, ein Kilometer befindet sich an der Oberfläche. Der durchschnittliche Stationsabstand beträgt 611 Meter, alle 15 Stationen sind für Rollstuhlfahrer zugänglich. Die Stationen haben Seitenbahnsteige, die passend zu einem VAL nur 26 Meter lang sind und sechs Bahnsteigtüren besitzen. Die Züge fahren montags bis samstags von 5:15 bis 0:45 Uhr, von 7:00 bis 21:00 Uhr im dichten Takt alle zwei bis vier Minuten. Sonntags fährt die U-Bahn erst ab 7:30 Uhr, zudem ist der Takt leicht reduziert. Die 16 Zwei-Wagen-Züge vom Typ VAL 208, die 28 Tonnen schwer, 26 Meter lang und 2,08 Meter breit sind, können maximal 158 Fahrgäste befördern (50 Sitz- und 108 Stehplätze). Stand 2025 fahren durchschnittlich 145.000 Fahrgäste pro Tag mit der 9,4 km langen Métro, die ursprüngliche Planung ging von lediglich 77.000 Passagieren täglich aus. Aufgrund des großen Erfolgs soll die Linie im Süden über die Stadtgrenze hinaus bis zum Bahnhof Rive du Blosnes in der Gemeinde Chantepie verlängert werden.
Die bislang eingleisige Endhaltestelle J.F. Kennedy im Nordwesten wird bis 2028 um eine zweite Bahnsteigkante und eine Kehranlage erweitert, um den Takt verdichten zu können. Mit einer Zugfolge von 86 Sekunden sollen 9300 Fahrgäste pro Stunde befördert werden können. Inklusive des Kaufs sieben weiterer VAL kostet die Kapazitätserweiterung 85 Millionen Euro.

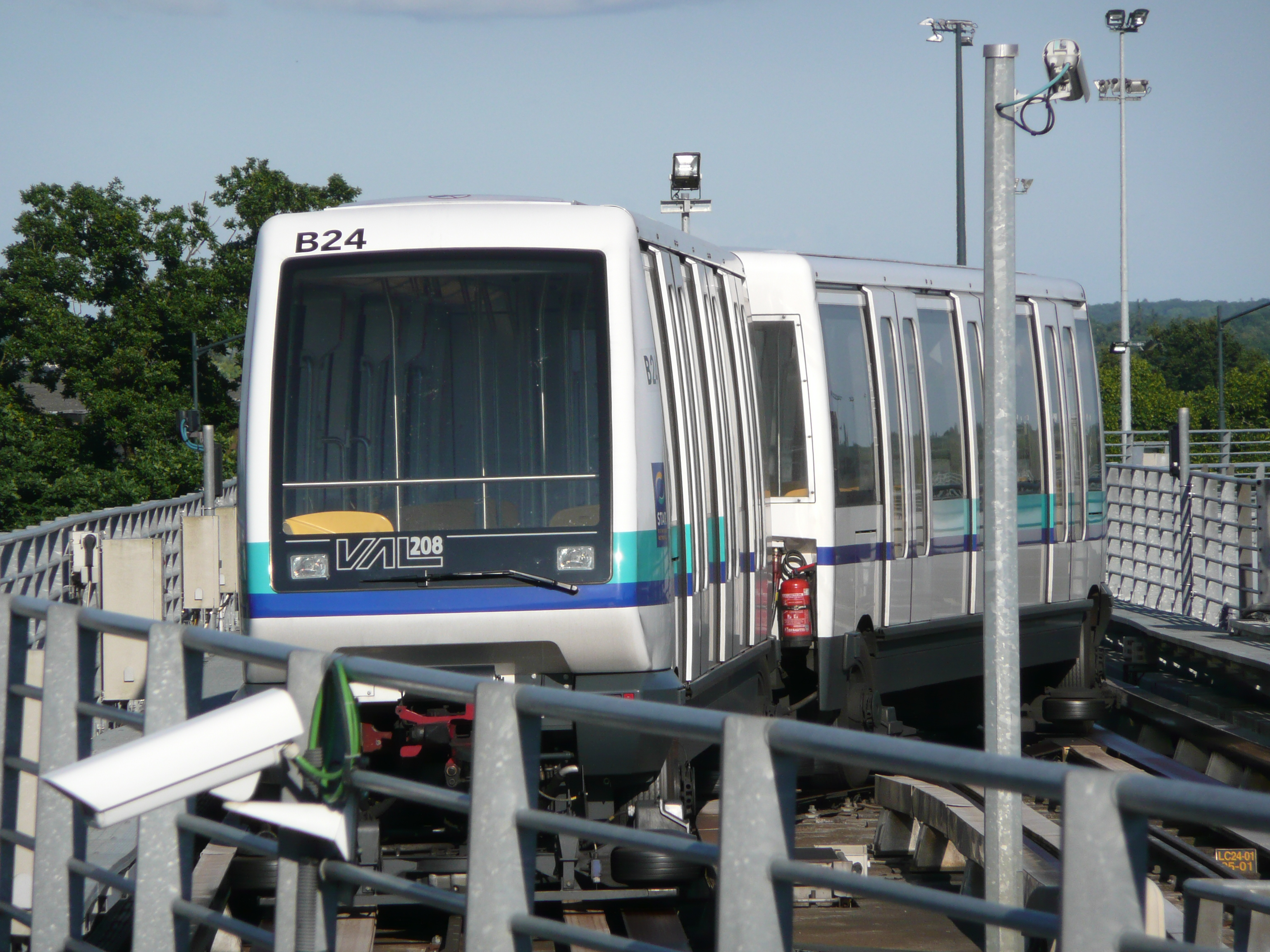
VAL 208 an der Endstation La Poterie
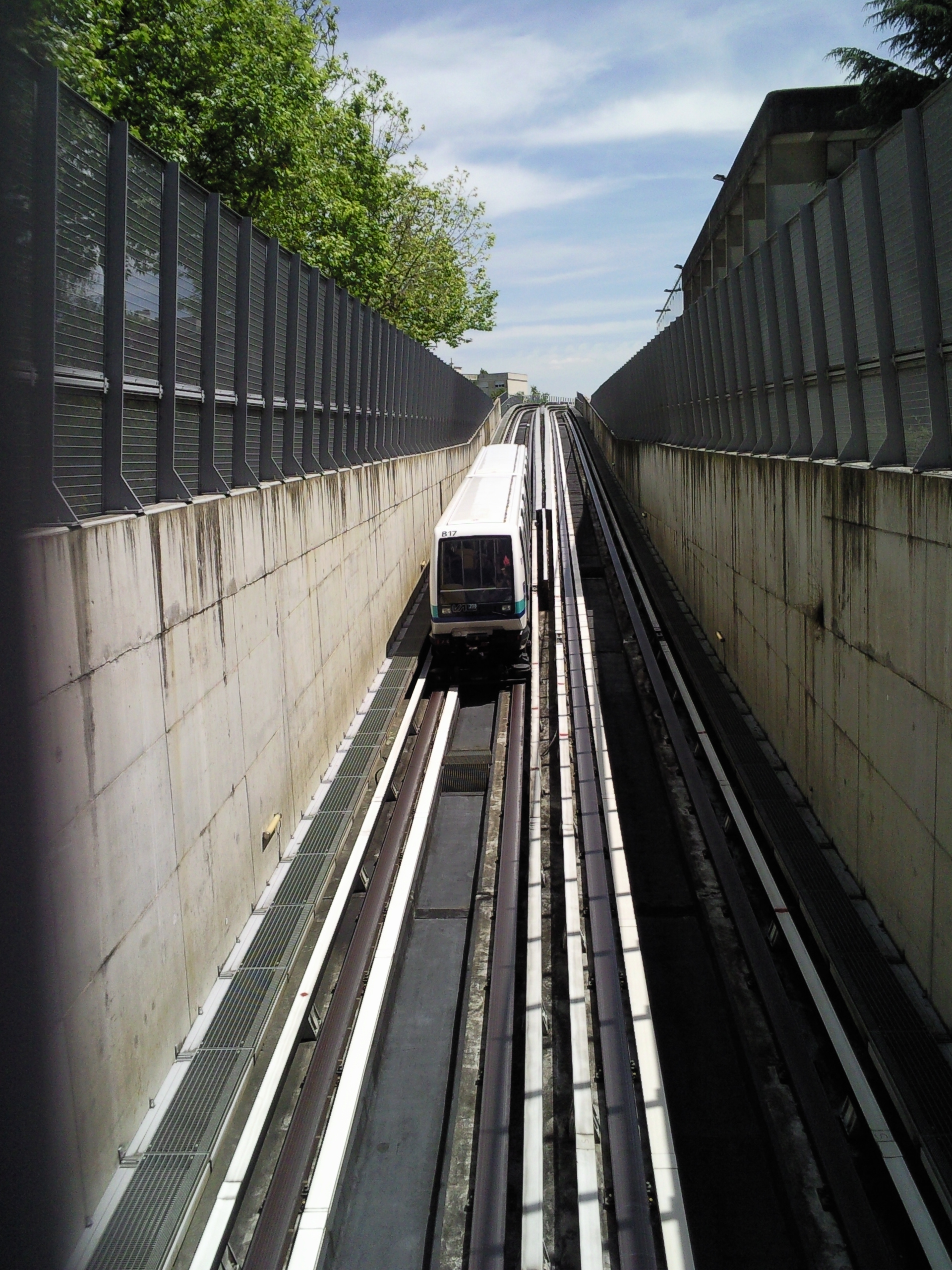
Rampe zu Station Villejean-Université
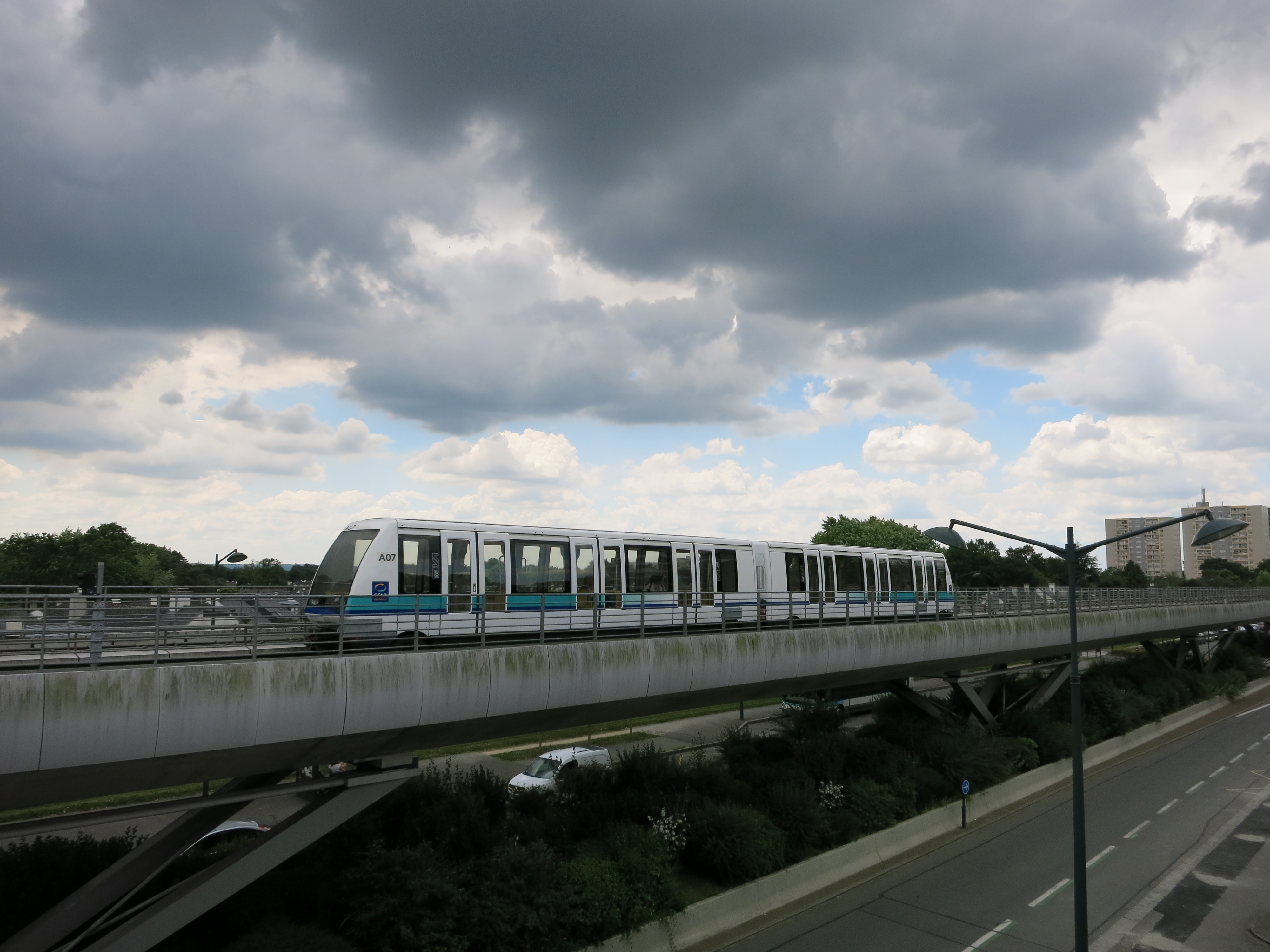
Hochbahnabschnitt La Poterie – Le Blosne
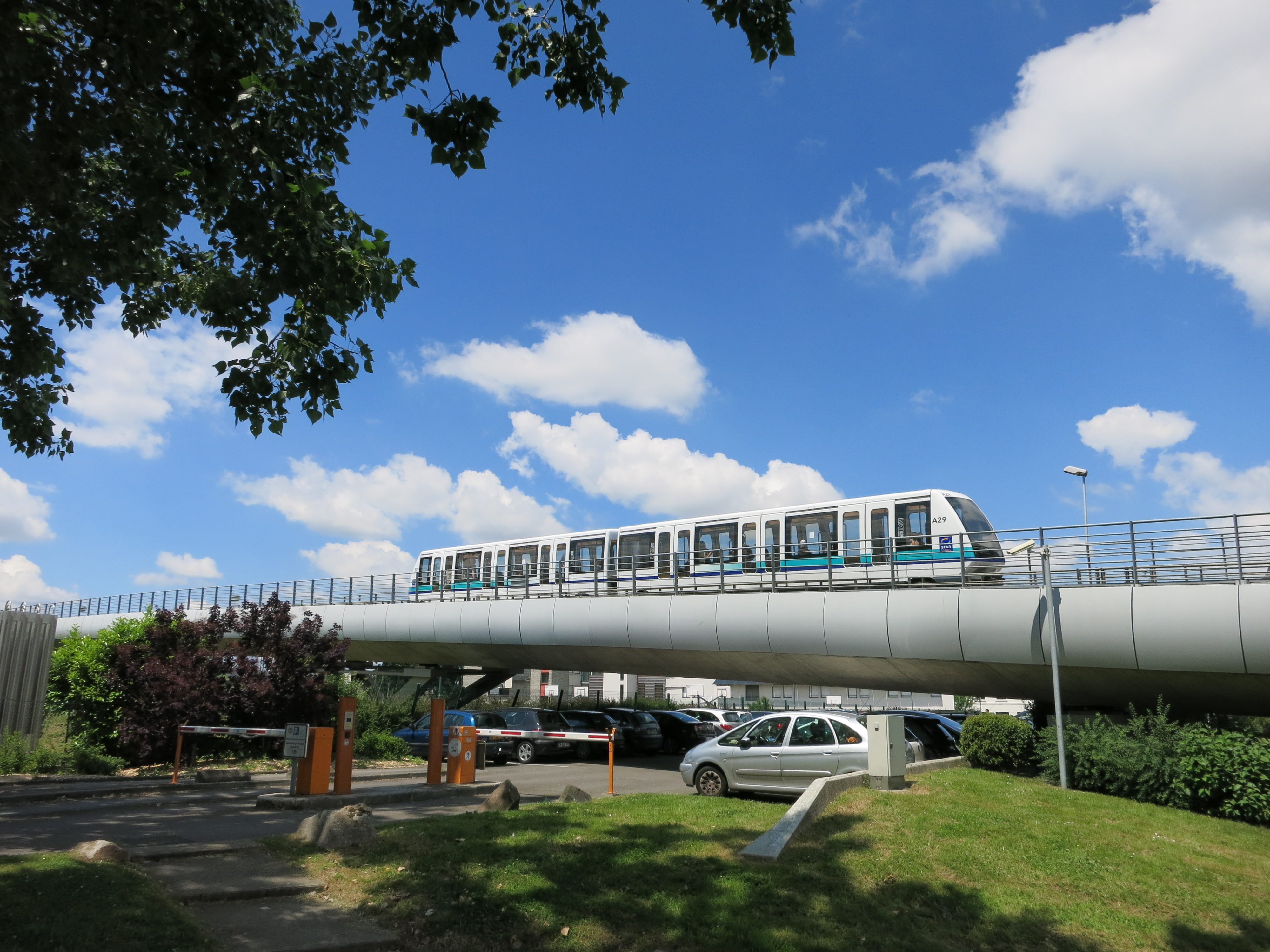
Hochbahnabschnitt Pontchaillou – Anatole France

## Linie b
Von 2014 bis 2022 wurde eine zweite automatische Linie (Linie b) gebaut. Diese Strecke führt von Nordost nach Südwesten, von Cesson-Sévigné (Station Cesson-Viasilva) bis Saint-Jacques-de-la-Lande (Station Saint-Jacques-Gaîté), und verlässt damit an beiden Enden das Stadtgebiet von Rennes. Sie umfasst insgesamt 15 Stationen, wobei sie an den Stationen Sainte-Anne und Gares die Linie a kreuzt. Die Line hat eine Länge von 14 Kilometern: Davon verlaufen 8,6 km in Tunneln, 2,4 km in Einschnitten und ebenfalls 2,4 km auf Viadukten. Entlang der Strecke befinden sich drei P+R Parkplätze an den Stationen Les Gayeulles, Saint-Jacques Gaîté und Cesson ViaSilva.
Die Inbetriebnahme war für 21. Dezember 2020 vorgesehen, wurde aber wegen Verzögerung als Folge der COVID-19-Pandemie erst auf Juni 2021, dann auf Anfang 2022 bzw. Mitte 2022 verschoben. Im Juni 2022 wurde der 20. September 2022 als Eröffnungstermin verkündet und gehalten. Auf dieser Linie verkehren 2,65 Meter breite und 22,4 Meter lange Fahrzeuge des Typs Cityval von Siemens. Im September 2018 wurde einer der zweiteiligen neuen Züge auf der InnoTrans in Berlin vorgestellt. Abweichend von den Zügen der Linie a werden die der Linie b nach dem Translohr-System über eine Mittelschiene spurgeführt.

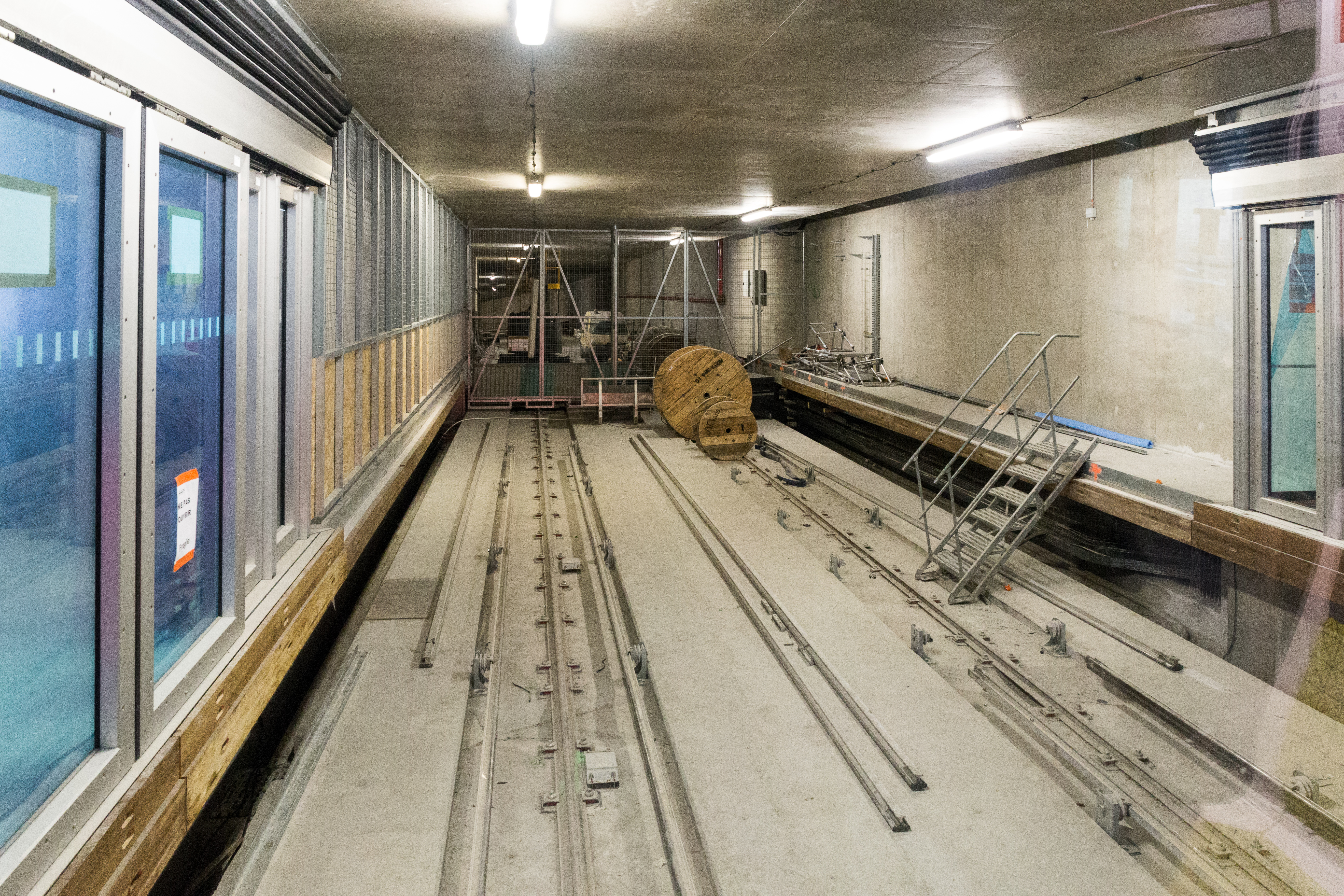
Station La Courrouze während des Baus – gut sichtbar die Spurführungsschienen des Translohr-Systems
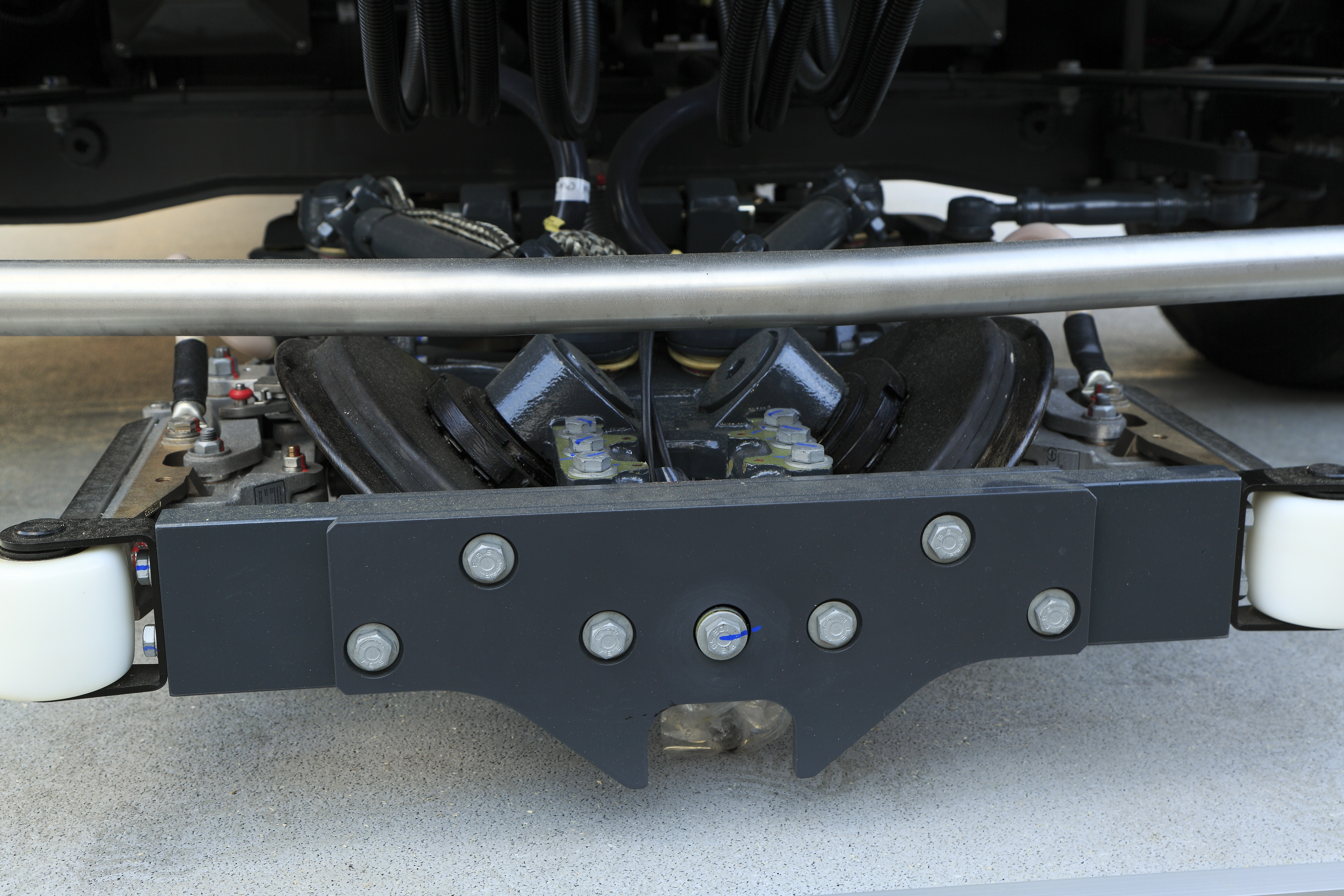
Translohr-Spurführungseinrichtung in angehobener Lage an einem Cityval-Triebwagen für die Métro Rennes
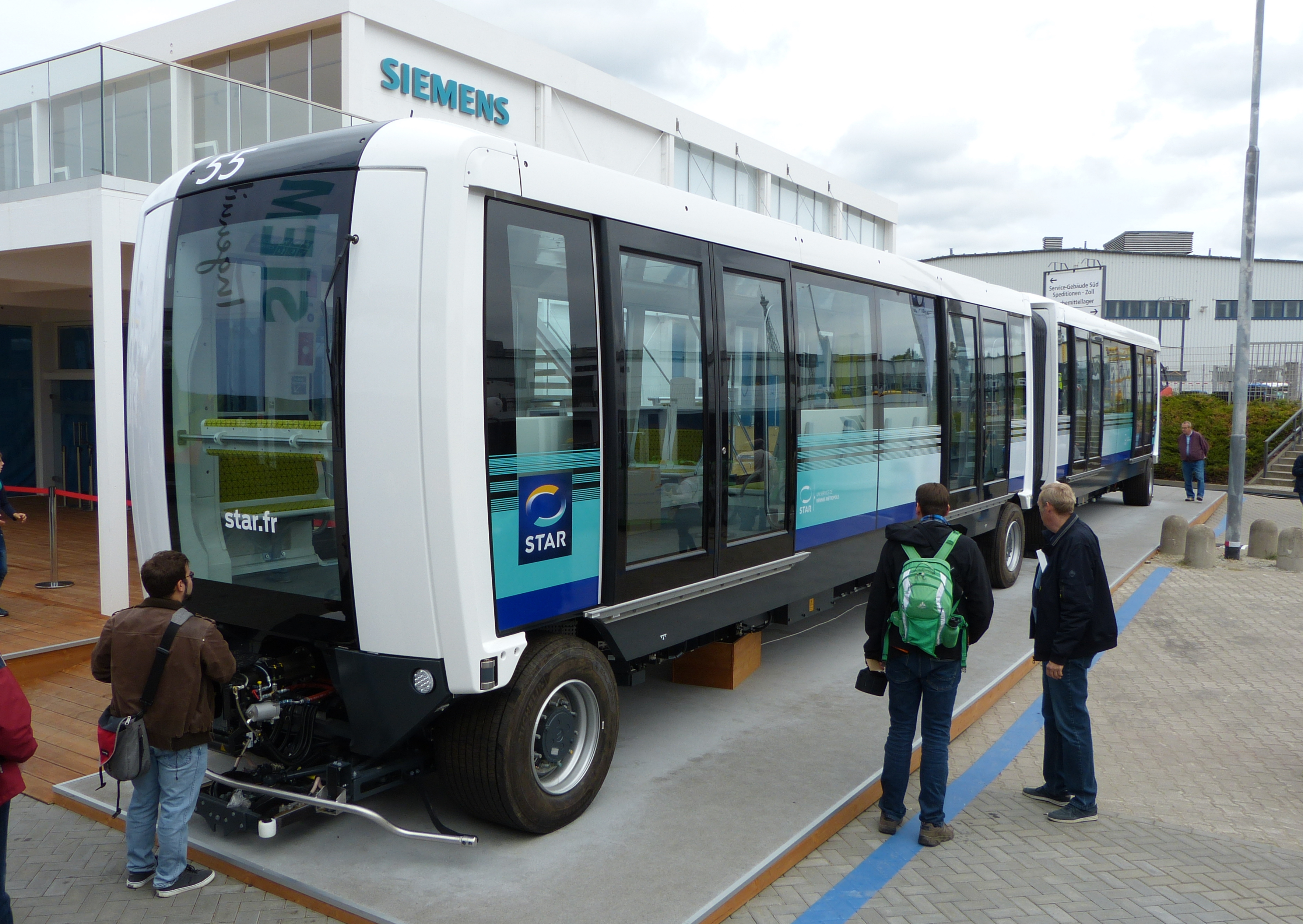
Cityval-Doppeltriebwagen
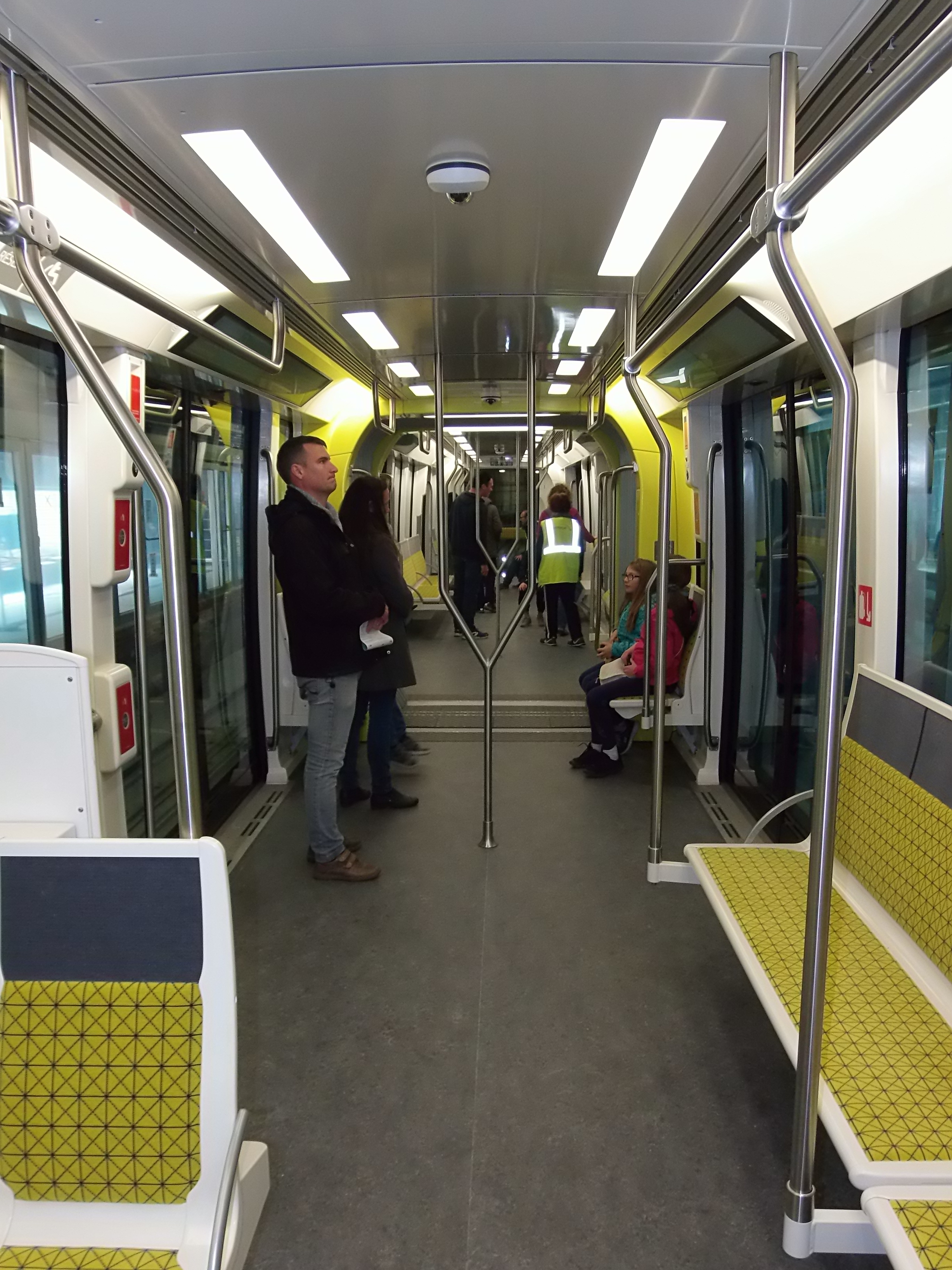
Fahrgastraum eines Cityval